# Heroes of Might and Magic: A Strategic Quest
A Heroes of Might and Magic: A Strategic Quest egy körökre osztott stratégiai játék, melyet a New World Computing fejlesztett és adott ki 1995-ben DOS alatt. A Might and Magic széria spin-offjaként indult, de önálló műfajt teremtett, s számos folytatása készült. Az egy évvel később kiadott, Windows 95 alá fejlesztett változat már kibővítve, térképgenerátorral, pályaszerkesztővel, audio CD-minőségű zenével, és a King's Bounty teljes változatával várta a játékosokat.

## Történet
A játék Lord Morglin Ironfist kalandjait meséli el, aki saját anyaföldjéről kénytelen elmenekülni egy mágikus portálon keresztül, mert unokatestvére, Ragnar a trónra tört. Egy ismeretlen és felfedezetlen világban, Enrothban találja magát. Bár a vidék meghódítatlan, négyfelé felosztották: Lord Ironfist, Lord Slayer, Lamanda és Alamar között. A játék hivatalos befejezése alapján Lord Ironfist megalapítja királyságát, miután győzelemre vitte csapatait – noha a másik három frakcióval is véghez vihetjük ezt, róluk a későbbi játékokban már nem esik szó.

## Játékmenet
A Heroes of Might and Magic egy középkori fantáziavilágban játszódik, melyben mitikus és legendás lények találhatóak. A lényeket hadseregünkbe toborozhatjuk, hogy aztán segítségükkel legyőzhessük az ellenfelet. Ők közvetlenül hősök irányítása alatt állnak, akik a játéktérképen szabadon mozoghatnak. Vándorolhatnak, megküzdhetnek lényekkel vagy más játékosokkal, illetve elfoglalhatnak nyersanyagtermelő lelőhelyeket. Nyersanyagokra van szükség a lények toborzásához, de egyes varázslatok megvételéhez is. Varázslatok beszerzésére a kastélyban van lehetőség. A kastélyok valamelyik játékos uralma alatt állnak. A végcél az, hogy az ellenféltől elfoglaljuk az utolsó kastélyát is, erre ostrom útján van lehetőségünk. Egyes pályák megnyeréséhez speciális feltétel, például egy varázstárgy megszerzése is szükséges lehet. Minden vár más és más kasztba tartozik, ily módon különféle lényeket toborozhatunk bennük. A lovag, a barbár, a varázsló, illetve a hadúr egyaránt birtokol speciális lényeket és varázslatokat.
Négy harcos osztály és ezekhez kapcsolódóan négy különböző vártípus található a játékban. A "Might" csoportba tartozik a lovag és a barbár, ők főként küzdelemben szerezhetnek tapasztalati pontokat. A "Magic" csoporté a varázsló és a hadúr, ők a tudás megszerzése és a varázslás útján fejlődnek leginkább. Vannak ezen kívül semleges, "kóborló" csapatok a térképeken, amik senkihez sem tartoznak: zsiványok, nomádok, szellemek (ők az egyedüliek, akiket nem vehetünk fel a csapatunkba), és dzsinnek.

## Fogadtatás
1995 novemberében a New World Computing bejelentette, hogy már 100 ezer példányt legyártottak a játékból, és az eladások még mindig nőnek. 1997-re a második résszel és annak a kiegészítőjével együtt már több mint félmillió példányt értékesítettek. 1999 decemberéig másfélmillió példányt adtak el.
Az Arcane magazin 10-ből 7 pontot adott a játékra. Leginkább a játék egyszerűségét dicsérték és azt, hogy könnyen lehetett benne nyerni. A Next Generation szerint könnyű megtanulni, de nehéz tökélyre fejleszteni. a vele való játékot. Az akkoriban megjelent Master of Magic-hez hasonlítva úgy vélték, hogy egyszerűsége miatt nem lehet annak vetélytársa. A GameSpot szerint a játék története elég sekélyes. A Computer Gaming World Golden Triad-díjat adományozott neki, 1996-ban pedig a valaha megjelent 133. legjobb játéknak választotta.

## Fordítás
Ez a szócikk részben vagy egészben  a   Heroes of Might and Magic: A Strategic Quest című angol Wikipédia-szócikk ezen változatának fordításán alapul.  Az eredeti cikk szerkesztőit annak laptörténete sorolja fel. Ez a jelzés csupán a megfogalmazás eredetét és a szerzői jogokat jelzi, nem szolgál a cikkben szereplő információk forrásmegjelöléseként.